# Antonio Ledezma
Antonio José Ledezma Díaz (San Juan de Los Morros, 1º de maio de 1955), mais conhecido como Antonio Ledezma,  é um advogado e político venezuelano. Atuou como prefeito de Caracas entre 2008 e 2015, quando foi afastado de forma arbitrária de suas funções após ser preso pelo Serviço Bolivariano de Inteligência Nacional (SEBIN) sob a acusação de ter participado de uma suposta conspiração denominada Golpe Azul, cujo objetivo seria desestabilizar e derrubar o governo de Nicolás Maduro mediante uma articulação entre civis e militares venezuelanos com agentes ligados à CIA e ao governo dos Estados Unidos, país declaradamente inimigo do regime chavista.

## Fuga da Venezuela e pedido de asilo político
Em 17 de novembro de 2017, após ter passado 1.002 dias em prisão domiciliar, Ledezma fugiu do país em uma viagem por terra que durou mais de 15 horas, atravessando a Ponte Internacional Simón Bolívar até chegar à cidade de Cúcuta, cidade colombiana localizada próximo à fronteira com a Venezuela. Após chegar em segurança à Colômbia, cumpriu com os trâmites burocráticos necessários para solicitar pedido de refúgio diplomático junto à embaixada espanhola na cidade e marcou uma coletiva de imprensa para anunciar oficialmente sua decisão de autoexilar-se na Espanha, declarando ser a partir daquele momento um exilado político do governo venezuelano. Após finalmente conseguir viajar para o país europeu, onde atualmente reside com sua família, solicitou formalmente em 24 de novembro pedido de asilo político.

## Atuação política no exílio
Em 20 de fevereiro de 2018, Ledezma participou como convidado especial da 10ª Conferência de Genebra para os Direitos Humanos e a Democracia. Na ocasião, clamou à comunidade internacional para que intervisse diretamente na situação atual da Venezuela. Segundo ele, "quando um regime aplica medidas repressivas maciças e sistemáticas", "o princípio de autodeterminação dos povos deve dar preeminência ao princípio de intervenção humanitária".